# Kailahun
Kailahun est une ville située dans la province de l'Est, en Sierra Leone. Il s'agit de la capitale du district de Kailahun.

## Source
- (en) Cet article est partiellement ou en totalité issu de l’article de Wikipédia en anglais intitulé « Kailahun » (voir la liste des auteurs).